# Тешки тенк
Тешки тенк је била класа тенкова која се користила у првој половини 20. века. Тенкови који су припадали овој класи су имали најбољи оклоп и ватрену моћ и најмању покретљивост за разлику од тенкова из класе лаких и средњих тенкова. Постојала је и класа супертешких тенкова, али је већина њих су били на нивоу скица и прототипова, стога су они мало или нимало коришћени у борби. Главна намена тешких тенкова је била да предводе пробој непријатељских линија, мада су у пракси због своје мале покретљивости кориснији били у дефанзивним задацима.
Тешки тенкови су постилги своје највеће успехе борећи се против других лакших тенкова, као и уништавању непријатељских фортификација својим врло великим топовима. Често се претпоставља да су тешки тенкови имали мању покретљивост од средњих тенкова, мада то није увек био случај, пошто су многи напреднији тешки тенкови имали напредније вешање и систем преноса пројектован да реши ову ману. Међутим, управо је техничка сложеност, а тиме и цена, била њихова највећа мана. На пример, немачки тенк Тигар I је имао сличну брзину и боље карактеристике на неравном терену од много лакшег средњег тенка Панцер IV, али по цену мале поузданости и доступности, пошто је израђено свега 1.335 тенкова Тигар I, у односу на око 8.800 тенкова Панцер IV и 58.000 совјетских Т-34 и 40.000 америчких М4 Шерман средњих тенкова.
Тешки тенкови су имали врло велики оклоп и топове у односу на лакше тенкове, доводећи своје моторе до њихових граница. Због тога тешки тенкови били слабије погоњени и спорији, или су имали проблеме са радом због прегревања мотора. Ово се посебно односило на немачке тенкове Тигар I и Тигар II, које су њихове посаде често напуштале због кварова, а не због оштећења у борби.
Напредак у развоју мотора, оклопа и оружја је довело до истискивања тешких тенкова из употребе у корист главних борбених тенкова.